# Plistonax inopinatus
Plistonax inopinatus là một loài bọ cánh cứng trong họ Cerambycidae.